# Contea di Morton (Kansas)
La contea di Morton in inglese Morton County è una contea dello Stato del Kansas, negli Stati Uniti. La popolazione al censimento del 2010 era di 3 233 abitanti. Il capoluogo di contea è Elkhart.

## Geografia fisica
Secondo lo United States Census Bureau, la contea ha una superficie di 1891 km² di cui 1890 km² è terra (99.95%) e 1 km² (0,03%) acque interne.

### Contee confinanti
- Contea di Stanton (nord)
- Contea di Stevens (est)
- Contea di Texas, Oklahoma (sud)
- Contea di Cimarron, Oklahoma (sudovest)
- Contea di Baca, Colorado (ovest)

## Storia
La contea è stata fondata il 20 febbraio 1886 e prende il nome da Oliver Perry Morton, un politico americano.

### Evoluzione demografica

Piramide delle età

## Infrastrutture e trasporti

### Strade
- U.S. Route 56
- Kansas Highway 27
- Kansas Highway 51

## Geografia antropica

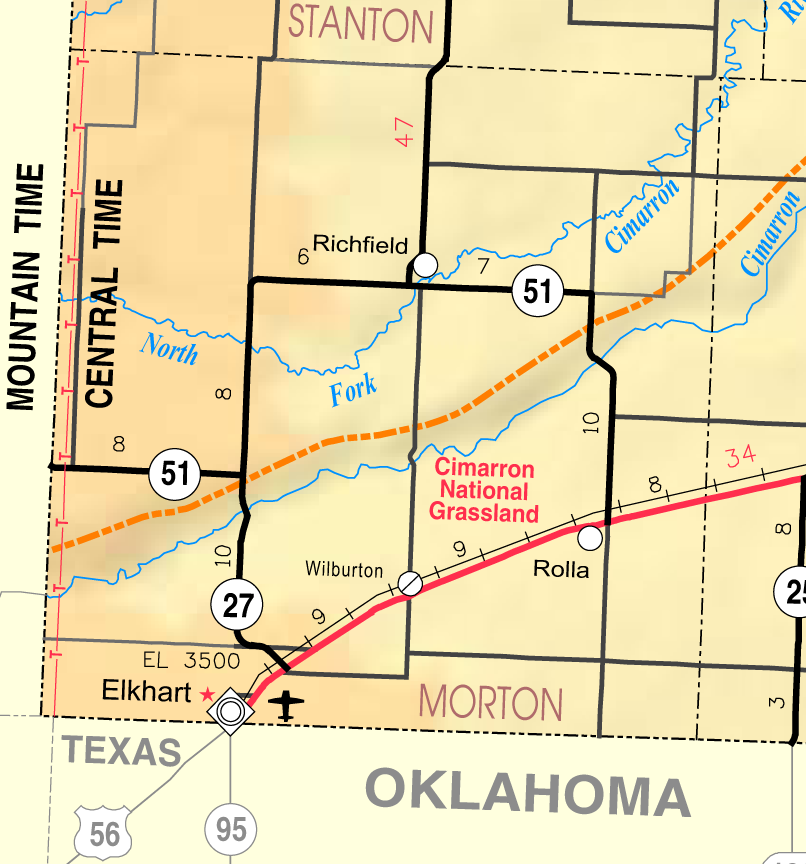

### Città
- Elkhart
- Richfield
- Rolla

### Area non incorporata
- Wilburton

### Township
La contea di Morton è divisa in sei township.
Le Township della contee sono:
- Cimarron
- Jones
- Richfield
- Rolla
- Taloga
- Westola